# 乌克兰天主教圣家国家朝圣地
乌克兰天主教圣家国家朝圣地（Ukrainian Catholic National Shrine）是一座东仪天主教会天主教教堂，位于华盛顿哥伦比亚特区东北区 Harewood 路4250号。
下教堂的基石由若望保禄二世于1979年祝福，而上教堂国家朝圣地完成于1999年。
乌克兰希腊礼天主教会在美国设有四个教区，该堂属于乌克兰希腊礼天主教费城总教区。